# Овражино
Овражино — деревня в Увинском районе Удмуртии на реке Лудзя, входит в Кулябинское сельское поселение. Находится в 22 км к югу от посёлка Ува и в 59 км к западу от Ижевска.